# Lilla Bårnholm
Lilla Bårnholm är en ö nära Pensar i Nagu,  Finland. Den ligger i Skärgårdshavet i Pargas stad i den ekonomiska regionen  Åboland i landskapet Egentliga Finland, i den sydvästra delen av landet. Ön ligger omkring 4 kilometer väster om Pensar, 9 kilometer sydost om Nagu kyrka, 34 kilometer söder om Åbo och omkring 160 kilometer väster om Helsingfors. Närmaste allmänna förbindelse är förbindelsebryggan vid Pensar som trafikeras av M/S Nordep.
Öns area är 1,2 hektar och dess största längd är 150 meter i öst-västlig riktning. I omgivningarna runt Lilla Bårnholm växer i huvudsak barrskog.